# Super Bowl XXI
Super Bowl XXI var den 21. udgave af Super Bowl, finalen i den amerikanske football-liga NFL. Kampen blev spillet 25. januar 1987 på Rose Bowl i Los Angeles og stod mellem New York Giants og Denver Broncos. Giants vandt 39-20 og sikrede sig dermed klubbens første Super Bowl triumf nogensinde.
Kampens MVP (mest værdifulde spiller) blev Giants quarterback Phil Simms.
| NFL | Spire Denne artikel om NFL er en spire som bør udbygges. Du er velkommen til at hjælpe Wikipedia ved at udvide den. |